# Гуннар Янссон
Гуннар Янссон (швед. Gunnar Jansson; нар. 17 липня 1907, Гетеборг, Швеція — пом. 12 січня 1996) — шведський футболіст, нападник.

## Клубна кар'єра
У 1930-хроках виступав за «Єфле» в Аллсвенскані.

## Кар'єра в збірній
У складі національної збірної Швеції дебютував 23 травня 1934 року в впереможному (4:2) товариському матчі проти Польщі. Того ж року Йожеф Надь, тодішній головний тренер збірної, викликав Янссона до складу національної команди для участі в чемпіонаті світу. На турнірі в Італії Гуннар був резервістом і не зіграв у жодному поєдинку. Вдруге та востаннє в футболці шведської збірної вийшов на поле 23 вересня 1934 року в переможному (3:1) товариському матчі проти Латвії. До виклику Йогана Орему у 2008 році до складу національної збірної, майже 70 років залишався останнім гравцем клубу в шведській збірній.
| Матчі й голи в збірній | Матчі й голи в збірній | Матчі й голи в збірній | Матчі й голи в збірній | Матчі й голи в збірній | Матчі й голи в збірній | Матчі й голи в збірній |
| #                      | Дата                   | Місце                  | Суперник               | Гол                    | Змагання               |                        |
| ---------------------- | ---------------------- | ---------------------- | ---------------------- | ---------------------- | ---------------------- | ---------------------- |
| 1.                     | 23.05.1934             | Стокгольм              | Польща                 |                        | 4:2                    | товариський            |
| 2.                     | 23.09.1934             | Стокгольм              | Латвія                 |                        | 3:1                    | товариський            |